# René Descartes
|  | For månekrateret opkaldt efter Descartes, se Descartes (månekrater) |
René Descartes (udtales "dekɑːrt"), født 31. marts 1596 i La Haye (nuv. Descartes), død 11. februar 1650 i Stockholm) var en fransk filosof og matematiker, der grundlagde den analytiske geometri. Det var Descartes, der opfandt det retvinklede koordinatsystem, som vi bruger det i dag. Han regnes desuden for en af de mest centrale skikkelser i moderne filosofi.
Tillægsordene kartesisk og kartesiansk, som bruges i forbindelse med matematiske og filosofiske begreber, er begge afledt af Descartes' latinske navneform Cartesius.
Descartes står som den ubestridte grundlægger af den moderne filosofi. Han var den første til at formulere omverdensproblemet og den moderne dualisme. Sjæl-legeme problemet er en konsekvens af hans dualisme. Alle problemer er stadig genstand for intensiv forskning.

## Descartes' metode
Descartes prøvede at finde den rette metode for at få en gyldig erkendelse. Han gjorde op med den middelalderlige skolastik. Skolastikkens metode til at få erkendelse var i høj grad at læse i traditionens autoriteter: Bibelen og de klassiske græske filosoffer, først og fremmest Aristoteles. Descartes ville finde en metode, der i højere grad svarede til naturvidenskabens behov for at få en sikker viden om verden. Hans erkendelsesteori var inspireret af den naturvidenskabelige revolution i 1500- og 1600-tallet.

### Første princip: Der bør tvivles om alt
I sit værk Metafysiske meditationer (1641) gør han rede for det princip, som han opbyggede sin filosofi på. Dette princip hedder på latin ”De omnibus dubitandum est” – på dansk: ”Der bør tvivles om alt.” Det var dog ikke hans mening, at man skulle tvivle og blive ved med at tvivle om alt. Hvad han mente var, at man skulle begynde med at tvivle om alt – for dermed af få afgjort, om alt kunne betvivles, eller om der måske findes noget, som det er umuligt at tvivle om, og som derfor må være sikkert.
Denne metodiske tvivl viser sig i Metafysiske meditationer som en indre dialog, som Descartes fører med sig selv. Han fremsætter en antagelse, og derefter betvivler han denne antagelse i form af en indvending. Derefter fremsætter han en ny antagelse, hvorefter han betvivler denne antagelse. Til sidst kommer han frem til en påstand, som han mener ikke kan betvivles. Den indre dialog forløber således (frit genfortalt):
Antagelse 1: Mine sanser fortæller mig, hvad der er sandt og sikkert.
Indvending: Men jeg har undertiden oplevet, at sanserne har bedraget mig (for eksempel når en pind, der bliver stukket ned under havoverfladen, ser ud til at knække i en vinkel lige i vandoverfladen). Jeg kan derfor ikke være sikker på, at sanserne giver mig et sandt billede af verden: "Alt, hvad jeg hidtil har anset for at være det mest sande og sikre, har jeg lært af sanserne. Men af og til har jeg erfaret, at sanserne bedrog mig, og det er klogt, aldrig at stole fuldstændig på den, der blot én gang har narret os." 
Antagelse 2: Måske er der alligevel noget, som jeg ikke kan betvivle, selv om jeg erkender det ved hjælp af sanserne. For eksempel, at jeg lige nu har dette stykke papir i hånden.
Indvending: Men jeg har tit i drømme været sikker på, at jeg sad med et stykke papir i hånden. Jeg kan ikke være sikker på, at jeg ikke drømmer lige nu.
Antagelse 3: Der er dog nogle matematiske sætninger, der er sande, for eksempel at 2 plus 3 er 5, og at et kvadrat altid har 4 sider.
Indvending: Men det er muligt, at der findes en bedragerisk Gud – en Gud, der har indgivet mig nogle falske forestillinger. En sådan falsk forestilling kan for eksempel være, at 2 plus 3 er 5.
Antagelse 4: Alle disse indvendinger er rigtige. Alle mine antagelser kan tilsyneladende betvivles. Der findes dog én antagelse, som ikke kan betvivles: Jeg, som har falske forestillinger, som tvivler, som tænker, jeg eksisterer. Dette tvivlende og tænkende jeg må eksistere.
Dét er konklusionen på den indre dialog. Konklusionen opsummeres således: ”Jeg tænker, altså er jeg til.” (På latin: ”Cogito, ergo sum”).

### Gudsbeviset
Denne konklusion – ”Jeg tænker, altså er jeg til” – bringer Descartes videre til hans Gudsbevis. Dette bevis er i det væsentlige identisk med det ontologiske gudsbevis, som blev fremsat af Anselm af Canterbury. Hvis vi har bevist, at der eksisterer en almægtig og algod Gud, mener Descartes, at en sådan Gud ikke vil tillade, at vi lever i en illusion, og at vores sanser er upålidelige. Derefter kan eksistensen af omverdenen bevises.

### Metoderegler
Descartes var grundig, når han søgte efter en sikker erkendelse. Han opstillede fire metoderegler for, hvad man skal gøre for at få en så sikker erkendelse som mulig:
1. Man skal til at begynde med kun anse det for sandt, som fremtræder klart og tydeligt for bevidstheden og for sanserne. For eksempel fremtræder det klart, at en trekant kun har tre sider, og at en kugle kun har én overflade.
2. Hvert problem skal opdeles i så mange delproblemer som muligt. Et delproblem er nemlig lettere at løse end hele problemet. Hvis man for eksempel vil finde ud af, hvordan et hus er opbygget, hjælper det ikke meget, hvis man står udenfor og betragter hele huset. Man får en bedre forståelse, hvis man går ind i huset og undersøger hver etage for sig.
3. Man skal begynde med de elementer, som er de enkleste. Derefter skal man gradvist bevæge sig til de mere komplicerede elementer. Man skal for eksempel ikke begynde med at undersøge, om det dobbelte af 32 er 64. Man skal begynde med at undersøge, om det dobbelte af 1 er 2. Når man har fundet ud af, at det er tilfældet, kan man slutte sig til, at det dobbelte af 2 er 4, derefter at det dobbelte af 4 er 8, derefter at det dobbelte af 8 er 16, derefter at det dobbelte af 16 er 32, og til sidst at det dobbelte af 32 er 64.
4. Man skal lave en optælling af alle de forhold, der er relevante for det problem, man undersøger. Ellers bliver ens viden ikke sikker og fuldstændig. På den anden side skal man netop kun optælle de forhold, der er relevante for løsningen af problemet, og ikke tage noget overflødigt med i sin optælling. Hvis man for eksempel vil undersøge, om en cirkels areal er større end alle andre figurer med den samme omkreds, så behøver man ikke undersøge alle tænkelige figurer. Man behøver kun at undersøge et begrænset antal figurer. Derefter kan man slutte sig til (se induktion), om denne regel gælder for alle figurer.

### Dualismen
Dualisme er det filosofiske standpunkt, at alt i verden er inddelt i to væsensforskellige dele. Allerede Platon sagde, at virkeligheden består af to selvstændige dele, nemlig ideer og fænomener.
Descartes formulerer den moderne udformning af dualismen. Han siger, at alt, hvad der er skabt af Gud, tilhører en af to substanser, nemlig den tænkende substans (latin: res cogitans) eller den udstrakte substans (latin: res extensa).
Den tænkende substans er summen af alt sjæleligt og alle sjæle i verden. Den udstrakte substans er summen af alt materielt.
Hvis vi ser på et enkelt menneske, så tilhører dette menneske begge substanser. Med sin sjæl tilhører det den tænkende substans, og med sit legeme tilhører det den udstrakte substans. Sjælen er det tidligere omtalte jeg, der tvivler og tænker. Descartes siger om jeget: ”Men hvad er jeg da for noget? En tænkende ting. Men hvad er da en tænkende ting? Det er noget, der tvivler, begriber, hævder, benægter, som vil et eller andet, som ikke vil et eller andet, som også har forestillingsbilleder, og som sanser.” Hvert menneske er altså et dobbeltvæsen, der tilhører begge substanser. Fem mennesker kan altså illustreres således:
| Den tænkende substans | Den udstrakte substans |
| --------------------- | ---------------------- |
| Sjæl                  | Legeme                 |
| Sjæl                  | Legeme                 |
| Sjæl                  | Legeme                 |
| Sjæl                  | Legeme                 |
| Sjæl                  | Legeme                 |

Descartes formulerer hermed det moderne sjæl-legeme-problem, der stadig ikke er løst. Sjælen er ifølge ham uudstrakt. Det vil sige: Den har ikke en bestemt udstrækning i rummet. Den har ikke en bestemt længde, bredde og dybde, der kan angives i centimeter. Det er ikke et materielt legeme. Derimod har legemet – som er noget materielt – en bestemt udstrækning i rummet.
Sjæl-legeme problemet består så i at forklare, hvordan de to substanser vekselvirker med hinanden. Hvordan kan sjælen, som er ikke-materiel og uudstrakt, påvirke legemet, som er materielt og udstrakt? Og hvordan kan legemet påvirke sjælen?
Descartes antager, at der er en intim forbindelse mellem de to, og at denne forbindelse sker i den del af hjernen, der kaldes koglekirtlen. Denne antagelse har dog ingen støtte i dag. Det løser heller ikke problemet at pege på, hvor vekselvirkningen foregår, hvis man ikke kan forklare, hvordan den foregår. Problemet er stadig uløst.
Ifølge Descartes er mennesket det eneste væsen i naturen, der har en sjæl. Dyrene har ikke nogen sjæl. Der er intet, der tyder på, at de har tanker og fornuft. De kan ganske vist frembringe lyde. Ravne og papegøjer kan frembringe ord; men de forstår ikke, hvad ordene betyder. Dyrene er blot en slags komplicerede maskiner.
Menneskets sjæl har derimod en natur, der er fuldstændig uafhængig af legemet og materien. Derfor dør den ikke med legemet. Sjælen er udødelig.

## Videnskabeligt arbejde

### Matematik
Descartes opfandt bl.a. koordinatsystemet.

### Fysik
Descartes mente ikke, at matematik er vigtigt i fysikken. Han brugte i stedet begrebslig analyse. Han afviste eksistensen af tomrum. I stedet mente han, at al bevægelse foregik i hvirvler. At kraftudveksling foregår gennem stød. Da det kræver plads for en ting at bevæge sig, fremsatte Descartes den tese at al fysisk bevægelse sker ved hjælp af hvirvelstrømme, hvori materie bytter plads.
Descartes' fysik dominerede til starten af 1700-tallet, men blev fuldkommen opgivet til fordel for Newtons fysik. Der er ingen af Descartes naturvidenskabelige synspunker, der har fundet varig interesse.

### Anatomi
Descartes arbejdede også med anatomi og lavede blandt andet forsøg med at dissekere kalve. Han var i polemik med William Harvey om hjertets funktion. Descartes mente, at hjertet indeholder en usynlig ild af samme type som når man observerer, at våde høstakke kan brænde uden ild (en kemisk proces). Denne ild regulerer blodet i en indviklet proces af opvarmning, kogning, trykdannelse og nedkøling. William Harvey beskrev den korrekte proces: at hjertet er en pumpe, som pumper blodet i cirkulation gennem venerne og arterierne. Vi kan se Descartes´ gæld til den klassiske græske tradition, da begrebet om en ild i hjertet stammer herfra.